# Jabłonka Kościelna (gromada)
Jabłonka Kościelna – dawna gromada, czyli najmniejsza jednostka podziału terytorialnego Polskiej Rzeczypospolitej Ludowej w latach 1954–1972.
Gromady, z gromadzkimi radami narodowymi (GRN) jako organami władzy najniższego stopnia na wsi, funkcjonowały od reformy reorganizującej administrację wiejską przeprowadzonej jesienią 1954 do momentu ich zniesienia z dniem 1 stycznia 1973, tym samym wypierając organizację gminną w latach 1954–1972.
Gromadę Jabłonka Kościelna z siedzibą GRN w Jabłonce Kościelnej utworzono – jako jedną z 8759 gromad – w powiecie wysokomazowieckim w woj. białostockim, na mocy uchwały nr 24/V WRN w Białymstoku z dnia 4 października 1954. W skład jednostki weszły obszary dotychczasowych gromad Jabłonka Kościelna, Jabłonka Świerczewo, Tybory Kamianka i Tybory Trzcianka ze zniesionej gminy Wysokie Mazowieckie oraz obszary dotychczasowych gromad Tybory Misztale,Tybory Jeziernia, Miodusy Litwa, Miodusy Stasiowięta, Miodusy Stok i Miodusy Wielkie ze zniesionej gminy Szepietowo w powiecie wysokomazowieckim, ponadto obszary dotychczasowych gromad Faszcze i Krajewo Białe ze zniesionej gminy Długobórz oraz obszar dotychczasowej gromady Rembiszewo Studzianki ze zniesionej gminy Kołaki w powiecie łomżyńskim. Dla gromady ustalono 17 członków gromadzkiej rady narodowej.
31 grudnia 1959 do gromady Jabłonka Kościelna przyłączono wieś Święck Wielki-Kolonia (Święck-Nowiny) ze zniesionej gromady Święck-Strumiany oraz wsie Tybory-Olszewo i Tybory Uszyńskie ze zniesionej gromady Tybory Uszyńskie.
Gromada przetrwała do końca 1972 roku, czyli do kolejnej reformy gminnej.
Zobacz też: gmina Jabłonka